# Candice Swanepoel
Candice Swanepoel (ejtsd: kendisz szvánepul) (Mooi River, KwaZulu-Natal, Dél-afrikai Köztársaság, 1988. október 20.) dél-afrikai modell, a Victoria’s Secret egyik ismert modellje.

## Élete
Egy kicsi dél-afrikai faluban született, Mooi Riverben, ahol egy kis tejgazdaságban nőtt fel, ahol marhákkal is gazdálkodtak. Van egy bátyja, Steven. Kislányként is valami különlegeset akart tenni, amire a szülei büszkék lehetnek.
Már 15 éves korában is fontos volt neki a szépség és a divat. Tizenöt éves korában egy durbani bolhapiacon fedezte fel az Ice Model Management egyik ügynöke, Kevin Ellis. Ekkor a St. Anne College lányiskola tanulója lett. Tizenhat évesen elkezdett modellkedni és Európába utazott. Ekkor már Candice már több mint havi 5000 eurót keresett (1,5 millió forint). Két éve telt csupán utazással, Párizs, Milánó, London és Dél-Afrika között. Később elköltözött New Yorkba. Bemutatták néhány nagyon különleges embernek, hogy segítsék őt a pályán, tanították, hogy ő legyen az egyik legjobb mint szakmailag, mint kapcsolataiban. Nem sokkal később kérte fel a Victoria’s Secret, hogy legyen a modellje.
Saját szavai szerint: „Victoria Secrets Angelnek lenni megadta nekem azt a lehetőséget, hogy lássam a modellvilág egy teljesen más oldalát. Nem csak hordom a szép termékeiket, de nekem adják és biztatnak, hogy legyek a vállalat része.” Alkalma volt arra, hogy olyan híres fotósokkal dolgozzon, mint Mario Testino és Bruce Weber. Ezután szerepelt az olasz Vogue címlapján.
Folyékonyan beszél portugálul és afrikaans nyelven.

## Magánélet
Candice 17 évesen (2007) ismerkedett meg a modell Hermann Nicoll-lal, kapcsolatuk 6 éve tart.és Herman Candice első barátja is.
A VS-lányok közül leginkább Erin Heathertonnal és Behati Prinsloo-val van jóban.

## Érdekességek
- Keresztneve a kandaké etióp királynői címből származik.
- Kate Moss és Karen Mulder a példaképei.
- Alakját a balettóráknak köszönheti: ötéves korától balettra járatták.
- Kedvenc tervezői a Dolce&Gabbana, Tom Ford, a Balmain, a Chloé, Versace és a Marc Jacobs.
- Legtöbbször fehérneműk/fürdőruhák bemutatására kérik fel.
- Az első dél-afrikai modell, aki szerepelhetett a Victoria’s Secret Fashion Shown.

## Karrier
2005-ben Candice a Tommy Hilfiger és a Dolce & Gabbana tavaszi/nyári kollekciók bemutatóján is fellépett, New Yorkban és Milánóban. A divathetek után, a görög Vogue októberi kiadásán már ő szerepelt.
2006-ban olyan márkák bemutatásán vett részt, mint a Betsey Johnson, a Cynthia Rowley, a Heatherette, a Philosophy di Alberta Ferretti, a Sass & Bide- majd a Diane Von Furstenberg, a Nanette Lepore, a Tracy Reese és a Rock & Republic.
2007-ben ő lett a Victoria’s Secret új angyala (első dél-afrikaiként). 2011-ben ő nyitotta meg a Victoria’s Secret 2011-es divatbemutatóját. Legtöbbször fehérneműket, fürdőruhákat mutat be.
2008 februárjában Betsey Johnson, a Lela Rose, a Nanette Lepore és a Tory Brunch kifutóin is láthattuk New Yorkan, majd a Guess fürdőruhavonalának arca is ő lett. Ez év nyarán elkészíthetett egy címlapot a német ELLE magazinnak, valamint egy Nylon editorialt készíthetett Marvin Scott Jarrett fotóssal.
2009 szeptemberében a Cosmopolitan divatanyagában szerepelt, melyet Marc Baptiste fotózott, majd Bruce Weber fotográfussal készített egy sorozatot a német Vogue-nak, végül Lisa Loftus kameráján keresztül jelenhetett meg róla címlap az Ocean's Drive magazinnak - itt mutatták be a világnak, mint az új Victoria’s Secret Angyalt.
2010-ben ismét Bruce Weberrel fotózta Candice-t, ezúttal a francia Vogue-nak, márciusi kiadásában. Hónapokkal később a dél-afrikai Marie Claire címlapján pózolt.
2011 februárjában az olasz Vogue és a brit GQ magazin címlapján is volt, majd szerződést kötött a Tom Ford-dal és Candice lett a Versace márka szemüvegkollekciójának az arca, valamint ő reklámozta a márka megújult, Bright Crystal nevű parfümjét is. Ez év augusztusában a világhírű Steven Meisel-lel készített divatanyagot az amerikai Vogue-ba, majd az Allure és az Interview magazinban is szerepelt. A 2012-es tavaszi/nyári divatheteken ő nyitotta Giambattista Valli bemutatóját. Októberben J.R. Duran fotózta őt a brazil Vogue címlapjára, valamint Terry Richardson-t.
2012-ben Candice a Prabal Gurung, az Oscar de la Renta , az Agua de Coco, a Versace Jeans, a Fashion Fest for Liverpool Mexicom a Miu Miu Resort 2012, az Agua de Coco, a Juicy Couture Holiday 2012a Brian Atwood, a Versace 'Crystal Bright' parfüm és a Colcci farmermárka arca lett. A Rag & Bone-nal kötött együttműködése továbbra is tart. Ez év májusában a Candice-t a 3. legszexisebb topmodellnek választotta a models.com.
A múlt évben olyan divatanyagokban szerepelhetett, mint a Harper's Bazaar különböző kiadásain a kínai Vogue a GQ amerikai kiadásában , a LOVE magazin, a Purple Fashion Magazinm a Vogue olasz - majd amerikai kiadása, a MUSE magazin több száma, a brazil ELLE, a Numéro japán kiadása és még hosszasan sorolhatnánk .

## Victoria’s Secret
Candice-t 2007-ben szerződtették. A márka évi fehérnemű-bemutatóján azonnal közönségsikert aratott. A következő években reklámfilmekben szerepelt, fotói megjelentek a márka katalógusaiban is. 2010-ben Angyal státuszba választották, mely azt jelenti, hogy a márkát promotálja különböző rendezvényeken, részt vesz a márka új üzleteinek megnyitásán, az évi divatbemutatókon, és fotózzák a VS katalógusai számára.